# Paul Chryst
Paul Joseph Chryst (Madison, Wisconsin, 1965. november 17. –) amerikai amerikaifutball-játékos és -edző, 2023-ban a Texas Longhorns támadójáték-elemzője. Korábban a Pittsburgh Panters és a Wisconsin Badgers vezetőedzője volt.

## Tanulmányai
Amikor édesapja, George Chryst 1979-ben a Wisconsin–Platteville Pioneers vezetőedzője lett, a család Platteville-be költözött. Paul Chryst a platteville-i középiskolában amerikai futballozott és kosárlabdázott; az amerikaifutball-csapat 1982-ben megnyerte a konferenciatornát, 1983-ban pedig a konferencia- és az állami bajnokságot is.
1988-ban a Wisconsini Egyetemen politikatudományi, 1990-ben a Nyugat-virginiai Egyetemen pedig oktatásszervezői diplomát szerzett. 1986 és 1988 között a Wisconsin Badgers quarterbackjeként játszott.

## Edzőként
1989 és 1998 között több csapat edzőhelyettese volt, majd 1999 és 2001 között a San Diego Chargers tight endjeit edzette. 2002-ben a Wisconsin Badgers tight endjeinek edzője, 2003–2004-ben pedig az Oregon State Beavers támadókoordinátora volt. 2005 és 2011 között újra a Badgers alkalmazta; 2011-ben jelölték a legjobb edzőhelyettesnek járó Broyles-díjra.

### Pittsburgh Panters
2012. december 22-én a Pittsburgh Panthers vezetőedzőjévé nevezték ki. A csapat megnyerte a 2013-as Little Caesars Pizza Bowlt.

### Wisconsin Badgers
2014. december 17-én a Wisconsin Badgers vezetőedzőjévé nevezték ki. Első szezonjában megnyerték a Holiday Bowlt. 2016-ban és 2017-ben Chryst elnyerte a Big Ten Conference év edzője díját. 2018-ban a divízióban másodikak, 2019-ben pedig elsők lettek. A 2020-as szezon a Covid19-pandémia miatt félbeszakadt.
2021-ben 1–3-as eredménnyel kezdtek, majd egymás után hét játékot megnyertek és a bowlmérkőzésen is győztek. Chrystet 2022. október 22-én a 2–3-as eredményt követően kirúgták.

## Családja
Feleségével, Robinnal két lányuk (Katy és JoJo), valamint egy fiuk (Danny) született. Fivérei Rick Chryst sportbiztos és Geep Chryst támadókoordinátor, unokaöccsei Keller Chryst és Jackson Cryst amerikaifutball-játékosok.

## Eredményei vezetőedzőként
| Év                                                                    | Eredmény                                 | Eredmény                                 | Helyezés                                 | Továbbjutás                              | Rangsor                                  | Rangsor                                  |
| Év                                                                    | Összesített                              | Konferencia                              | Helyezés                                 | Továbbjutás                              | Coaches                                  | AP                                       |
| Pittsburgh Panters (Big East Conference)                              | Pittsburgh Panters (Big East Conference) | Pittsburgh Panters (Big East Conference) | Pittsburgh Panters (Big East Conference) | Pittsburgh Panters (Big East Conference) | Pittsburgh Panters (Big East Conference) | Pittsburgh Panters (Big East Conference) |
| --------------------------------------------------------------------- | ---------------------------------------- | ---------------------------------------- | ---------------------------------------- | ---------------------------------------- | ---------------------------------------- | ---------------------------------------- |
| 2012                                                                  | 6–7                                      | 3–4                                      | 5.                                       | BBCA Compass Bowl                        | –                                        | –                                        |
| Pittsburgh Panters (Atlantic East Conference)                         |                                          |                                          |                                          |                                          |                                          |                                          |
| 2013                                                                  | 7–6                                      | 3–5                                      | 6.                                       | Littles Caesars Pizza Bowl               | –                                        | –                                        |
| 2014                                                                  | 6–6                                      | 4–4                                      | T-3.                                     | Armed Forces Bowl                        | –                                        | –                                        |
| Pittsburgh:                                                           | 19–19                                    | 10–13                                    | –                                        | –                                        | –                                        | –                                        |
| Wisconsin Badgers (Big Ten Conference)                                |                                          |                                          |                                          |                                          |                                          |                                          |
| 2015                                                                  | 10–3                                     | 6–2                                      | T-2.                                     | Holiday Bowl                             | 21                                       | 21                                       |
| 2016                                                                  | 11–3                                     | 7–2                                      | 1.                                       | Cotton Bowl                              | 9                                        | 9                                        |
| 2017                                                                  | 13–1                                     | 9–0                                      | 1.                                       | Orange Bowl                              | 6                                        | 7                                        |
| 2018                                                                  | 8–5                                      | 5–4                                      | T-2.                                     | Pinstripe Bowl                           | –                                        | –                                        |
| 2019                                                                  | 10–4                                     | 7–2                                      | T-1.                                     | Rose Bowl                                | 13                                       | 11                                       |
| 2020                                                                  | 4–3                                      | 3–3                                      | 3.                                       | Duke Mayo’s Bowl                         | –                                        | –                                        |
| 2021                                                                  | 9–4                                      | 6–3                                      | T-2.                                     | Las Vegas Bowl                           | –                                        | –                                        |
| 2022                                                                  | 2–3                                      | 0–2                                      | –                                        | –                                        | –                                        | –                                        |
| Wisconsin:                                                            | 67–26                                    | 43–18                                    | –                                        | –                                        | –                                        | –                                        |
| Összesen:                                                             | 86–45                                    | –                                        | –                                        | –                                        | –                                        | –                                        |
| Jelmagyarázat: Konferencia-divízióbajnok vagy bajnokságra továbbjutás |                                          |                                          |                                          |                                          |                                          |                                          |

## Fordítás
- Ez a szócikk részben vagy egészben  a   Paul Chryst című angol Wikipédia-szócikk ezen változatának fordításán alapul.  Az eredeti cikk szerkesztőit annak laptörténete sorolja fel. Ez a jelzés csupán a megfogalmazás eredetét és a szerzői jogokat jelzi, nem szolgál a cikkben szereplő információk forrásmegjelöléseként.